# BEST WRAPPIN' 1996-2008
『BEST WRAPPIN' 1996-2008』（ベスト・ラッピン 1996-2008）は、日本の音楽グループEGO-WRAPPIN'の1枚目のベスト・アルバムである。2008年10月15日発売。発売元はトイズファクトリー。

## 概要
EGO-WRAPPIN'にとって初となるオールタイム・ベストアルバムである。Disc 1を「ヤルキ盤」、Disc 2を「セツナ盤」として、それぞれテーマに分け収録した。
初回限定盤にはDVD「BOOT WRAPPIN'」が付属した。

## 収録曲
DISC1ヤルキ盤
1. サイコアナルシス
2. くちばしにチェリー
3. PARANOIA
4. GO ACTION
5. Sundance
6. WHOLE WORLD HAPPY
7. Nervous Breakdown
8. BIG NOISE FROM WINNETKA|黒アリのマーチングバンド
9. カサヴェテス
10. Crazy Fruits
11. マンホールシンドローム
12. Mother Ship

DISC2セツナ盤
1. finger
2. a love song
3. あしながのサルヴァドール
4. かつて..。
5. 色彩のブルース
6. 老いぼれ犬のセレナーデ
7. A LIE
8. 官能漂流
9. BYRD
10. マスターdog
11. Calling me